# Berna Llobell
Berna Llobell (Potries, 1953) és un actor valencià de teatre, cine i televisió.
S'ha format en art dramàtic, antropologia teatral, tècniques de veu, maquillatge, vers, esgrima i Commedia dell’Arte. El 1986, va iniciar la seva carrera professional com actor amb l'obra teatral El paria, d'August Strindberg, dirigida per Guillem Català. Des d'aleshores, a més de continuar la seva carrera teatral, ha treballat a telesèries, telefilms i curtmetratges, com ara, La primera golondrina (Lorena Lluch, 2012). Va guanyar molta popularitat gràcies a la seva interpretació del personatge de «El Tio Pep» a L'Alqueria Blanca, una telesèrie que explica les vivències d'un poble valencià, de l'interior, a mitjans del 1960. El 2015 es va estrenar, al Teatre Principal de Castelló de la Plana, la versió teatral d'aquesta telesèrie, protagonitzada pel mateix Berna Llobet, junt a Ferran Gadea, i Lola Moltó. Llobet també ha fet alguns llargmetratges, com Satán-Café (Juli Leal, 1991) o Les paraules de Vero (Octavi Masià, 2004).
Des del 1988, ha treballat com actor de doblatge per a TV3, Antena 3, RTVV i Canal +.
Ha rebut el Premi a la Millor interpretació de Doblatge per la producció Despertar (doblant a Robin Williams) en la tercera edició dels Premis Tirant en 1999 i el Premi AAPV 2011 a la Millor interpretació masculina audiovisual.
L'any 2017 Berna Llobell participà al curt amb què cada any Levante TV felicita el Nadal als seus teleespectadors, anomenat El Nadal més Valencià, i que eixe any feia la seua tercera edició.
L'nay 2018 participá a la lectura dramatitzada de l'obra «Només es perd el que és guarda», la qual reflexiona sobre l'estada de Machado a Rocafort.